# Julián de Huelves
Julián de Huelbes (Ocaña, 10 de marzo de 1804 – Madrid, 1865) fue un político español, ministro de la Gobernación durante el Bienio Progresista.

## Biografía
Nació el 4 de marzo de 1804 en Ocaña.
Abogado y procurador de Cortes, fue ministro de la Gobernación entre 1855 y 1856 y después senador vitalicio (1858-1865).